# غين
الغين "غ" هو الحرف التاسع عشر في الأبجدية العربية، وقيمته (1000) حسب نظام حساب الجمل.غاات

## من الأسماء التي تبدأ بحرف (غ)
- غادة (اسم أنثوي)
- غسان (اسم ذكوري)
- غريب (اسم ذكوري)
- غبن (اسم ذكوري)
- غالي (اسم ذكوري)

## مخرج حرف (غ)
أدنى الحلق: وهو أقربه إلى الفم ومنه يخرج حرفا الغين والخاء (غ - خ) ومخرج الخاء أقرب إلى الفم من مخرج الغين.

## طريقة كتابة الحرف
| الحرف أول الكلمة | الحرف وسط الكلمة | الحرف آخر الكلمة | الحرف منفصلاً |
| ---------------- | ---------------- | ---------------- | ------------ |
| غـ               | ـغـ              | ــغ              | غ            |

## الحرف بلغات البرمجة
| Your Browser      | غ                 |
| Index             | U+063A (1594)     |
| Class             | Other Letter (Lo) |
| Block             | Arabic            |
| Java Escape       | "\u063a"          |
| Javascript Escape | "\u063a"          |
| Python Escape     | u'\u063a'         |
| HTML Escapes      | &#1594; &#x063a;  |
| URL Encoded       | q=%D8%BA          |
| UTF8              | d8 ba             |
| UTF16             | 063a              |